# Musk Orchid
The musk orchid (Herminium monorchis) là một commonly occurring species of European lan.

## Status and distribution

### Status in Britain
Musk orchids have a localised distribution in Britain. Sites ở đó nó is found include Ham Hill in Wiltshire.

## Hình ảnh

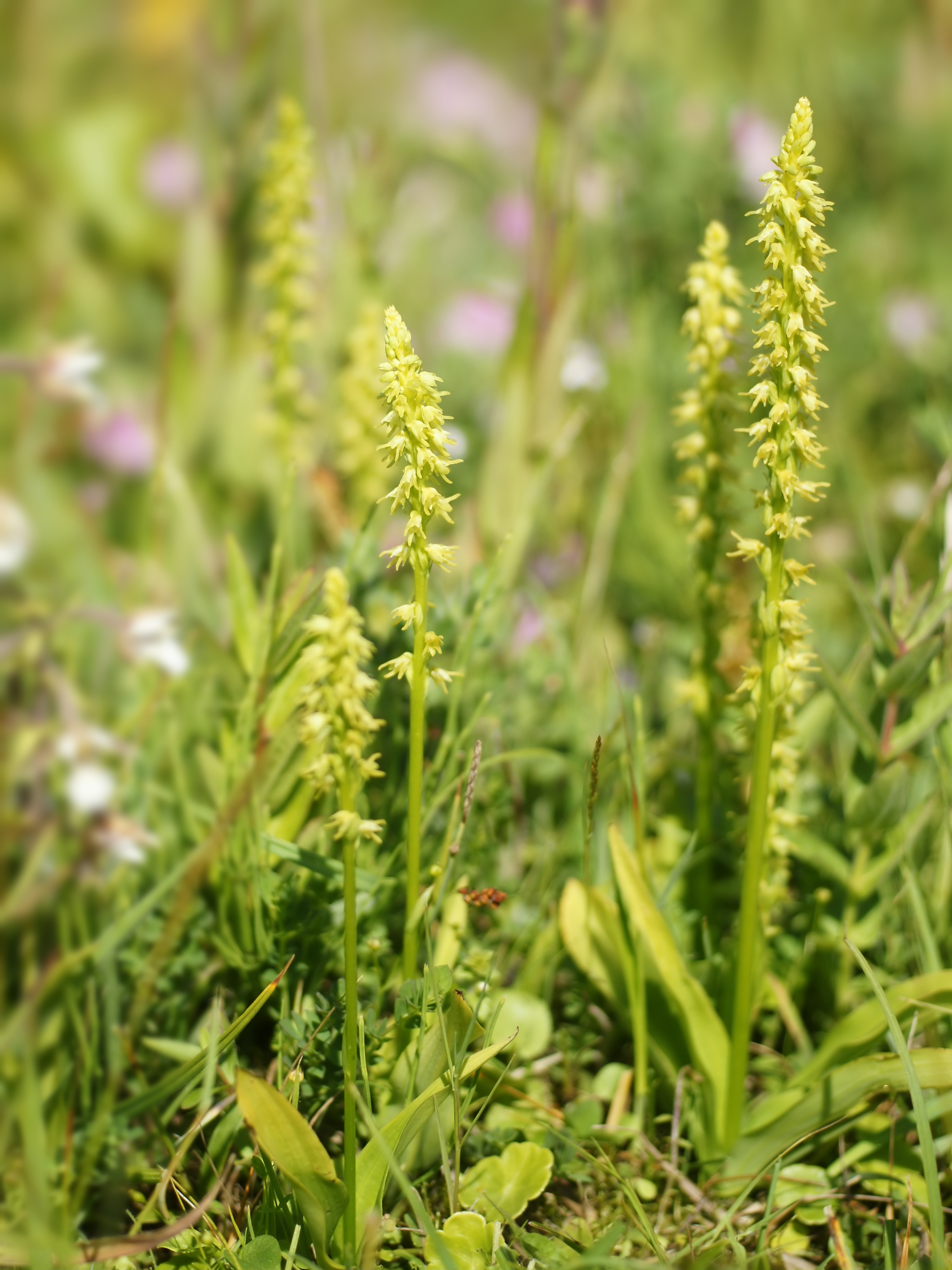
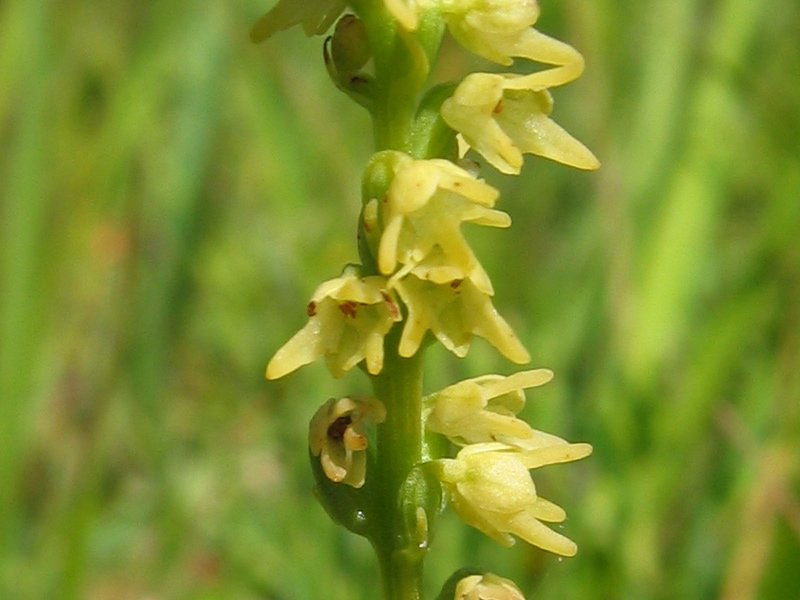
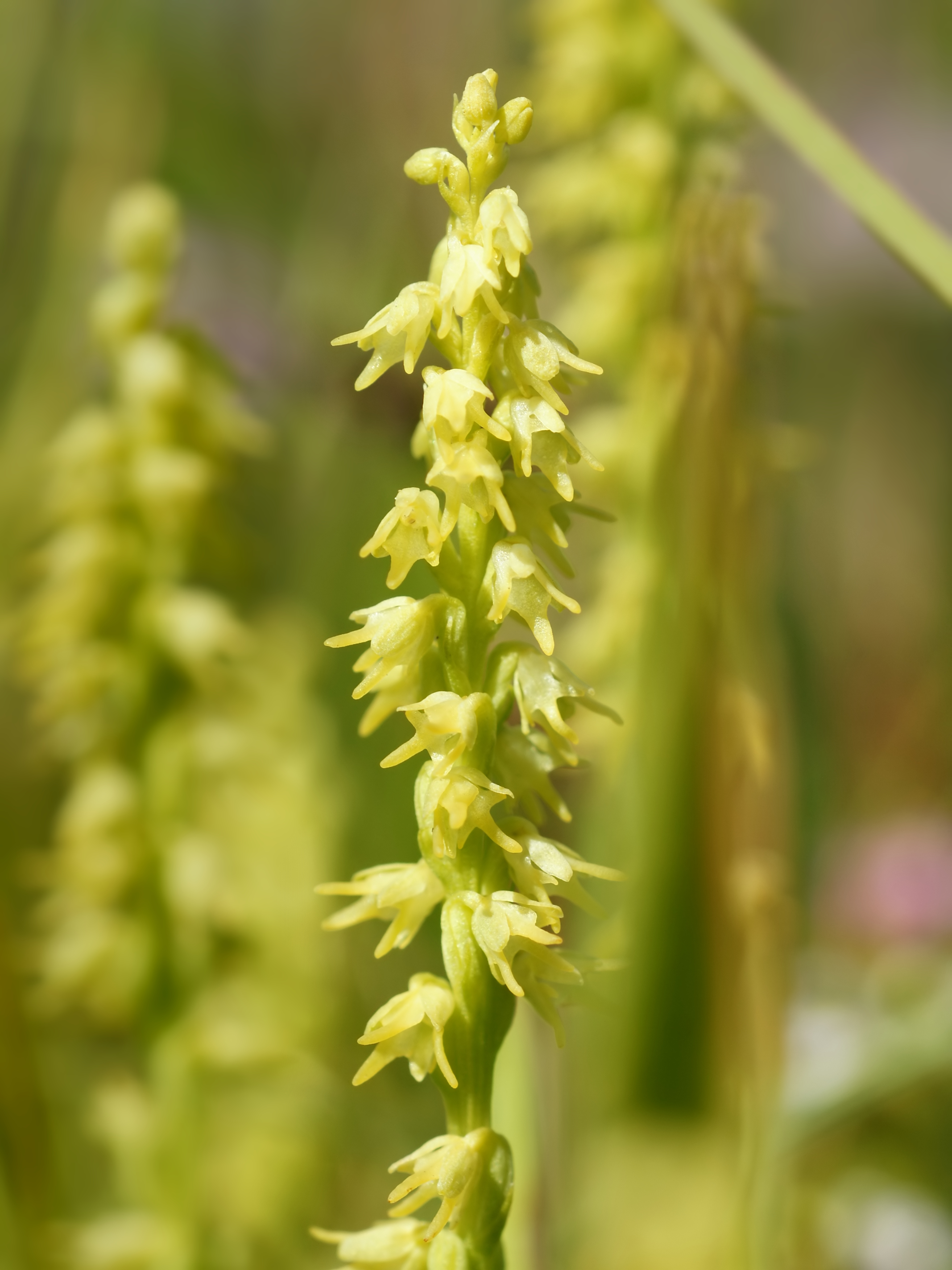
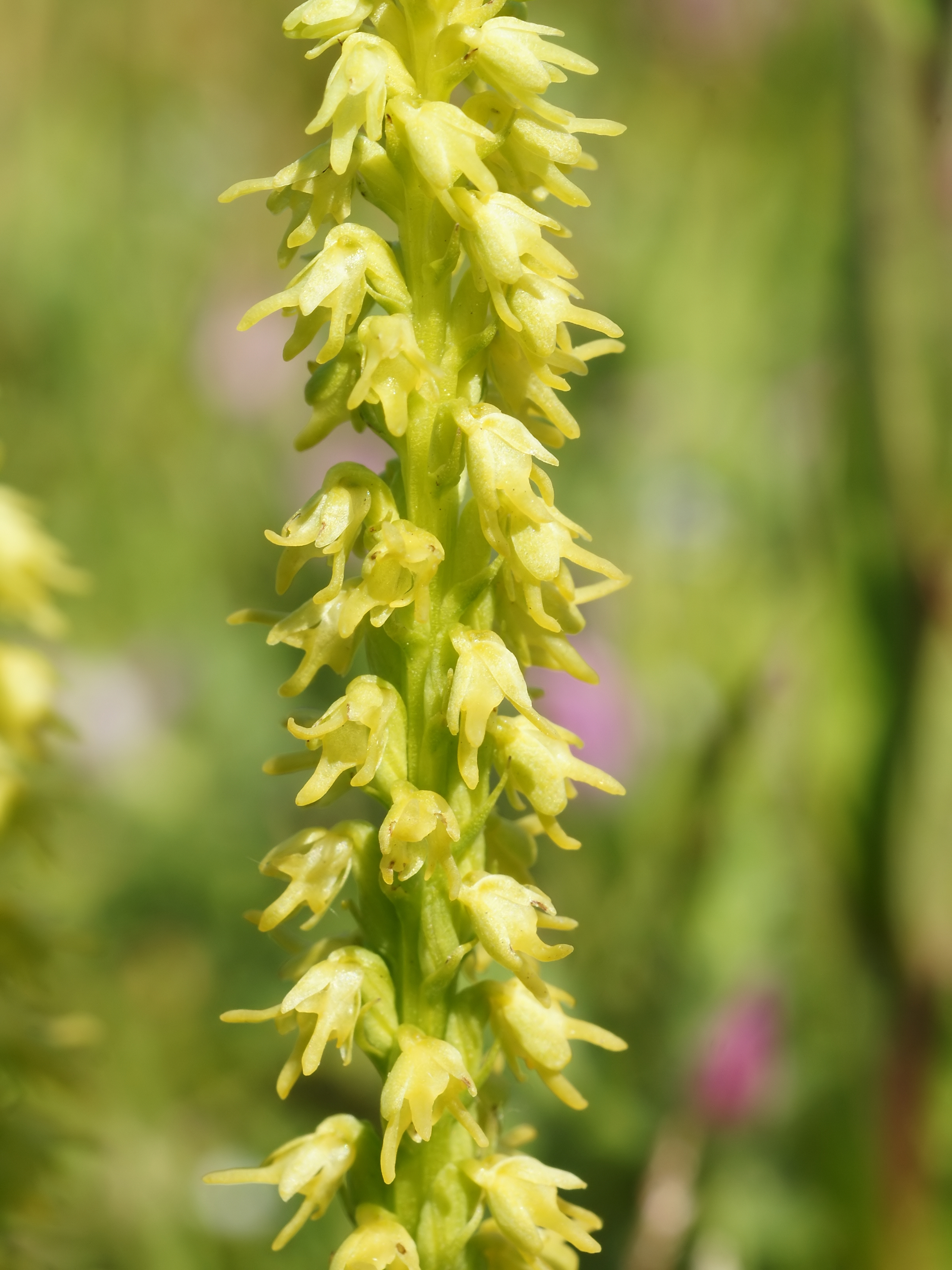